# Georg Böhme (Verwaltungsbeamter)
Georg Anton Alexander Böhme, auch Boehme (* 19. Februar 1864 in Dresden; † 30. März 1936 in Dresden), war ein deutscher Jurist und höherer sächsischer Staatsbeamter. Er war Ministerialdirektor im sächsischen Ministerium des Kultus und öffentlichen Unterrichts und Geheimer Rat.

## Leben und Wirken
Nach dem Besuch der Kreuzschule in Dresden studierte er an der Universität Leipzig von 1882 bis 1887  Rechtswissenschaften. Den juristischen Vorbereitungsdienst absolvierte er an den Amtsgerichten Dresden und Brand sowie am Landgericht Dresden, wonach er am 1. Juli 1900 als Referendar bei der Polizeidirektion Dresden angestellt wurde.
Nach Ablegung der zweiten juristischen Staatsprüfung 1892 war er als Bezirksassessor, Regierungsassessor und Regierungsrat an den Amtshauptmannschaften Oelsnitz, Glauchau und Dresden-Neustadt tätig, wurde von dort am 1. Januar 1901 an die Kreishauptmannschaft Dresden versetzt und nach seiner 1906 erfolgten Ernennung zum Oberregierungsrat 1908 zum Amtshauptmann in der Amtshauptmannschaft Freiberg ernannt. Bereits am 1. November 1909 wurde Böhme als Geheimer Regierungsrat und Vortragender Rat in das Ministerium des Kultus und öffentlichen Unterrichts berufen und hier am 1. April 1919 zum Ministerialdirektor befördert. Er war stellvertretender Vorsitzender der sächsischen Kommission für Geschichte und gehörte dem Verwaltungsrat des Deutschen Auslandsinstituts in Stuttgart an. Er wurde außerdem zum Dr.-Ing. h. c. ernannt und starb 1936.